# لينوفو
مجموعة لينوفو المحدودة (بالإنجليزية: Lenovo Group Limited) هي شركة صينية عملاقة للتكنولوجيا والحواسيب ومقرها في بكين، الصين، وفي موريسفيل، كارولاينا الشمالية، الولايات المتحدة الأمريكية، حيث يتم تصميم وتطوير وتصنيع وبيع أجهزة الحاسوب الشخصي وأجهزة الحاسوب اللوحي والهواتف الذكية، ومحطات العمل والخوادم وأجهزة التخزين الإلكترونية، وتكنولوجيا المعلومات وإدارة البرامج وأجهزة التلفاز الذكية. في عام 2015، كانت لينوفو هي أكبر شركة لتصنيع الحواسيب الشخصية في العالم من حيث عدد الأجهزة.
تعمل لينوفو في أكثر من 60 دولة وتبيع منتجاتها في حوالي 180 دولة. لديها مراكز أبحاث في بكين، تشنغدو، ياماتو (محافظة كاناغاوا، اليابان)، شنغهاي، شنتشن، وموريسفيل(نورث كارولينا، الولايات المتحدة)، ولديها أيضًا لينوفو ن أي سي، وهي مشروع مشترك مع ن أي سي حيث تنتج أجهزة الكمبيوتر الشخصية لـ السوق الياباني. تأسست لينوفو في بكين في نوفمبر 1984 باسم ليجيند، وتم تأسيسها في هونغ كونغ في 1988.حيث استحوذت على أعمال الكمبيوتر الشخصي لشركة اي ب ام في 2005 ووافقت على الاستحواذ على أعمال الخوادم القائمة على انتل في عام 2014.
بعدها دخلت لينوفو سوق الهواتف الذكية في عام 2012 وعام 2014 كأكبر بائع للهواتف الذكية في الصين القارية. كما استحوذت لينوفو على موتورولا موبيلياي من جوجل.
وفي عام 2017 تم ادراج لينوفو في بورصة هونغ كونغ وهي أحد مكونات مؤشر هانج سنغ للشركات التابعة للصين، والذي يشار إليه غالبًا باسم أسهم «الرقاقة الحمراء».

## التاريخ والنشأة

### 1984-1993: التأسيس والتاريخ المبكر
قام ليو شوانزهي، جنبًا إلى جنب مع مجموعة من عشرة مهندسين ذوي خبرة، بتأسيس لينوفو رسميًا في بكين في 1 نوفمبر 1984 بمبلغ 200000 يوان. ووافقت الحكومة الصينية على تأسيس الشركة في نفس اليوم.
حيث أشار جيا كزوفو، أحد مؤسسي لينوفو، إلى أن الاجتماع الأول للتحضير لبدء الشركة عُقد في 17 أكتوبر من نفس العام. اذ حضره أحد عشر شخصًا، منهم الموظفين الأوائل.بالإضافة إلى كل المؤسسين الذين كانوا أعضائاً في معهد تكنولوجيا الحوسبة التابع للأكاديمية الصينية للعلوم (CAS).
وقتها تمت الموافقة على مبلغ 200000 يوان المستخدم كرأس مال ابتدائي من قبل زينغ ماوشاو. وكان اسم الشركة الذي تم الاتفاق عليه في هذا الاجتماع هو «شركة تطوير التكنولوجيا الجديدة التابعة للأكاديمية الصينية للعلوم ومعهد أبحاث تكنولوجيا الكمبيوتر».
بعدها تم إنشاء الهيكل التنظيمي للشركة عقب العام الصيني الجديد. حيث تضمنت الأقسام التكنولوجية والهندسية والإدارية والمكتبية.
حاولت الشركة في بداياتها استيراد أجهزة تلفزيون لكنها فشلت في ذلك.كما وحاولت تسويق ساعة رقمية وفشلت في ذلك أيضا، لكنها لم تستسلم للفشل وأعادت بناء نفسها كشركة تقوم بفحوصات الجودة على أجهزة الكمبيوتر..
حتى جاء عام 1990، وفيه بدأت لينوفو في تصنيع أجهزة الكمبيوتر وتسويقها باستخدام اسم علامتها التجارية الخاصة.
في مايو 1988، وضعت لينوفو أول إعلان توظيف لها على الصفحة الأولى منفي مجلة أخبار شباب الصين. وكانت مثل هذه الإعلانات نادرة جدًا في الصين في ذلك الوقت. ومن بين 500 متقدم، تم اختيار 280 لإجراء امتحان توظيف كتابي. وتم إجراء مقابلات شخصية مع 120 من هؤلاء المرشحين. على الرغم من أن المحاورين كان لديهم في البداية سلطة فقط لتوظيف 16 شخصًا، فقد حصل 58 شخصا على عروض. وشمل الطاقم الجديد 18 شخصًا من حملة الشهادات العليا، و 37 من حملة الشهادات الجامعية، وثلاثة طلاب بدون تعليم جامعي. كان متوسط أعمارهم 26 عامًا. وقد كان يانغ يوانكينغ، الرئيس الحالي والمدير التنفيذي لشركة لينوفو بين تلك المجموعة.
بعدها حصل ليو غوانزهي على إذن حكومي لتأسيس شركة تابعة له في هونغ كونغ والانتقال إلى هناك مع خمسة موظفين آخرين. وعزز والد ليو، الموجود بالفعل في هونغ كونغ، طموحات ابنه من خلال توجيه القروض وتسهيلها.و انتقل ليو إلى هونغ كونغ في عام 1988. ولتوفير المال خلال هذه الفترة، سار ليو وزملاؤه مشيا على الأقدام بدلاً من استخدام وسائل النقل العام. ولمواكبة المظاهر، استأجروا غرفة للاجتماعات في الفندق.
وطورت الشركة الناشئة وقتها لوحة دوائر تسمح لأجهزة الكمبيوتر الشخصية المتوافقة مع آي بي إم بمعالجة الأحرف الصينية.

### 1994-1998: الاكتتاب العام والطرح الثاني وبيع السندات
قبل الاكتتاب العام، كان العديد من المحللين متفائلين بشأن شركة لينوفو. ففي اليوم الأول من التداول، سجل سعر سهم الشركة أعلى مستوى له عند 2.07 دولار هونج كونج وأغلق عند 2.00 دولار هونج كونج.و قد تم استخدام عائدات العرض لتمويل مكاتب المبيعات في أوروبا وأمريكا الشمالية وأستراليا، لتوسيع وتحسين الإنتاج والبحث والتطوير، وزيادة رأس المال العامل.
وبحلول عام 1996، كانت لينوفو الشركة الرائدة في السوق في الصين وبدأت في بيع الكمبيوتر المحمول الخاص بها. وبحلول عام 1998، كانت تمتلك 43 في المائة من حصة أسواق الكمبيوتر المحلية في الصين، وباعت ما يقرب من مليون جهاز كمبيوتر.
أصدرت لينوفو جهاز الكمبيوتر «تيانكسي» في عام 1998.وقد تم تصميمه ليسهل على المستهلكين الصينيين عديمي الخبرة استخدام أجهزة الكمبيوتر والوصول إلى الإنترنت، وكان أحد أهم ميزاته هو الزر الذي يربط المستخدمين على الفور بالإنترنت ويفتح متصفح الويب. تم حملها مع شركة اتصالات الصين وتم دمجها مع خدمة الإنترنت لمدة عام واحد. وجاء إصدار تيانكسي في عام 1998 نتيجة لعامين من البحث والتطوير. وكان لها غلاف بلون الباستيل على شكل صدفة ومحور يو س بي بسبعة منافذ تحت شاشتها. اعتبارًا من عام 2000، كان تيانكسي هو الكمبيوتر الأكثر مبيعًا في تاريخ الصين.اذ باعت أكثر من مليون وحدة في عام 2000 وحده.

### 1999-2010: شراء شركة أي بي أم وافتتاح قسم لبيع الهواتف الذكية
اشترت لينوفو خط ثينك باد من شركة آي بي إم عام 2005.
ولتمويل نموها المستمر، أصدرت لينوفو عرضًا ثانويًا بقيمة 50 مليون سهم في سوق هونج كونج في مارس 2000 وجمعت حوالي 212 مليون دولار أمريكي. ثم تم تغيير علامتها التجارية إلى اسمها الحالي لينوفو 2003 وبدأت في القيام بعمليات شراء لتوسيع الشركة.
كما استحوذت لينوفو على أعمال الكمبيوتر الشخصي لشركة أي بي إم في عام 2005، بما في ذلك خطوط الكمبيوتر المحمول والكمبيوتر اللوحي وأدى استحواذ لينوفو لقسم الكمبيوتر الشخصي في آي بي إم إلى تسريع الوصول إلى الأسواق الخارجية مع تحسين كل من العلامة التجارية والتقنية لشركة لينوفو ودفعت الشركة 1.25 مليار دولار أمريكي لأعمال الكمبيوتر الخاصة بشركة أي بي إم وتكبدت 500 مليون دولار أمريكي إضافية من ديونها. جاعلًا هذا الاستحواذ لينوفو ثالث أكبر صانع كمبيوتر في العالم من حيث الحجم.
فيما يتعلق بشراء قسم الكمبيوتر الشخصي لشركة أي بي أم، قال ليو جوانزهي: «لقد استفدنا بثلاث طرق من عملية الاستحواذ على شركة أي بي ام. لقد حصلنا على العلامة التجارية ثينك باد وتقنية أي بي م لتصنيع أجهزة الكمبيوتر الشخصية الأكثر تقدمًا والموارد الدولية للشركة، مثل قنوات المبيعات العالمية. وفرق العمليات. هذه العناصر الثلاثة عززت عائدات مبيعاتنا في السنوات العديدة الماضية.»  إن العاملين في أجهزة الكمبيوتر المحمولة ثينك باد وأجهزة الكمبيوتر المكتبية ثينك سانتر الذين هم أيضًا جزء من فريق لينوفو الآن.اذ لا تملك فقط العلامة التجارية لينوفو بل وتمتلك أيضًا مهندسي الجوائز ， فريق التصنيع إلخ.
استحوذت أي بي ام على 18.9% من الأسهم الخاصة بلينوفو في 2005 كجزء من شراء الشركة لقسم الحوسبة الشخصية في شركة ام بي ام ومنذ ذلك الحين، قامت شركة أي بي ام بتخفيض ممتلكاتها من أسهم لينوفو. في يوليو 2008، انخفض اهتمام شركة أي بي ام في لينوفو إلى ما دون عتبة 5% التي تفرض الكشف العام.
كانت ماري ما، المديرة المالية لشركة لينوفو من عام 1990 إلى عام 2007، مسؤولة عن علاقات المستثمرين. وتحت قيادتها، نجحت الشركة في دمج المساءلة على النمط الغربي في ثقافة الشركة. وأكسبها تركيز شركتها على الشفافية سمعة طيبة كأفضل ادارية للشركات بين الشركات الصينية في البر الرئيسي. تم الإبلاغ عن جميع القضايا الرئيسية المتعلقة بمجلس إدارتها وإدارتها وتحويلات الأسهم الرئيسية وعمليات الدمج والاستحواذ بشكل عادل ودقيق. بينما لم يُطلب من الشركات المدرجة في هونغ كونغ سوى إصدار تقارير مالية مرتين في السنة، اتبعت لينوفو المعايير الدولية لإصدار التقارير ربع السنوية.كما وانشأت الشركة لجنة تدقيق ولجنة تعويض مع مديرين غير إداريين. حيث بدأت الشركة حملات ترويجية مرتين سنويًا لمقابلة المستثمرين المؤسسيين.كما ونظم ما أول مؤتمر على الإطلاق لعلاقات المستثمرين عقد في البر الرئيسي للصين. وعقد المؤتمر في بكين عام 2002 وبثه التلفزيون الصيني المركزي (CCTV).و شارك ليو وما في استضافة المؤتمر وألقى كلاهما خطابات حول حوكمة الشركات.
كما باعت لينوفو قسم الهاتف الذكي والكمبيوتر اللوحي في عام 2008 ب 100 مليون دولار من أجل التركيز على أجهزة الكمبيوتر الشخصية وثم دفعت 200 مليون دولار لشراء إعادته في نوفمبر تشرين الثاني عام 2009. واعتبارا من عام 2009، احتل قسم الهاتف المحمول المرتبة الثالثة من حيث حصة الوحدة في سوق الهواتف المحمولة في الصين. لينوفو استثمرت 100 مليون يوان في صندوق مخصص لتوفير التمويل الأولي لتطوير التطبيقات النقالة للانترنت غاردن في المتجر. فاعتبارًا من عام 2010، كان لدى «لو غاردن» أكثر من 1000 برنامج متاح ل «لو فون». في الوقت نفسه، أحصى لو غادن 2774 مطورًا فرديًا و 542 شركة مطورين كأعضاء.

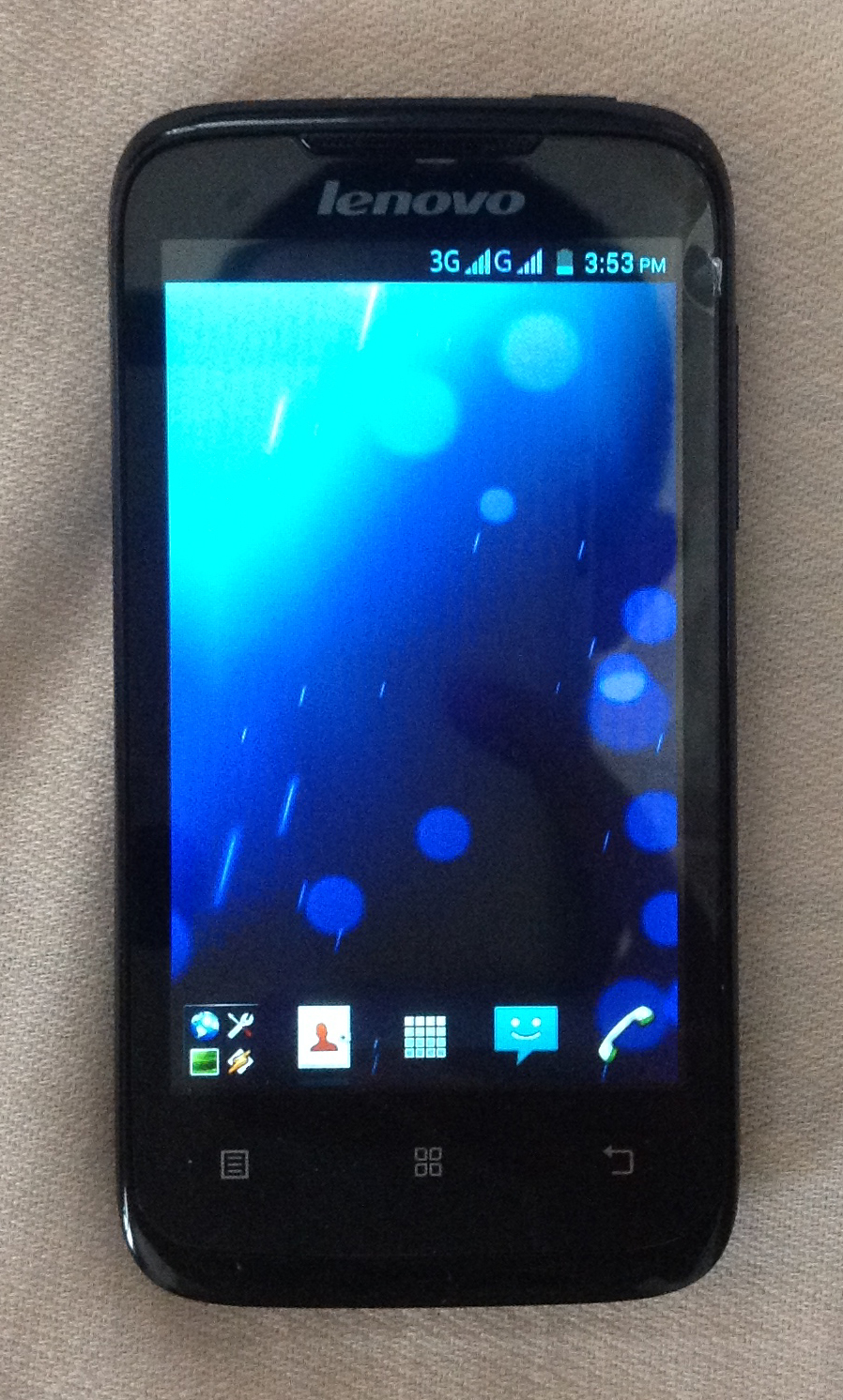
أحد الهواتف اللتي انتجتها شركة لينوفو

### 2011-2013: إعادة دخول سوق الهواتف الذكية ومشاريع أخرى
في 27 يناير 2011، شكلت لينوفو مشروعًا مشتركًا لإنتاج أجهزة الكمبيوتر الشخصية مع شركة الإلكترونيات اليابانية ان أي سي. وقالت الشركات في بيان إنها ستنشئ شركة جديدة تسمى لينوفو ان أي سي هولدينغ، يتم تسجيلها في هولندا. وقد تلقت ان أي سي 175 مليون دولار أمريكي من أسهم لينوفو. حيث كان من المقرر أن تمتلك لينوفو 51% من المشروع المشترك، بينما تمتلك ان أي سي 49%. لدى لينوفو خيار مدته خمس سنوات لتوسيع حصتها في المشروع المشترك.
وكان الهدف من هذا المشروع المشترك هو تعزيز مبيعات لينوفو في جميع أنحاء العالم من خلال توسيع وجودها في اليابان، وهي سوق رئيسي لأجهزة الكمبيوتر الشخصية. قامت شركة ان أي سي بتقسيم أعمالها في مجال الكمبيوتر الشخصي إلى مشروع مشترك. اعتبارًا من عام 2010، وسيطرت شركة ان أي سب على حوالي 20% من سوق أجهزة الكمبيوتر الشخصية في اليابان بينما كان لشركة لينوفو 5%. كما وافقت لينوفو وان أي سب أيضًا على استكشاف التعاون في مجالات أخرى مثل الخوادم وأجهزة الكمبيوتر اللوحية.
وقد صرح رودريك لابين، رئيس مجلس إدارة المشروع المشترك بين لينوفو وان أي س، للصحافة أن الشركتين ستوسعان تعاونهما ليشمل تطوير أجهزة الكمبيوتر اللوحي.
وفي يونيو 2011، أعلنت لينوفو أنها تخطط للاستحواذ على شركة ميديون، شركة تصنيع الإلكترونيات الألمانية. حيث قالت لينوفو إن عملية الاستحواذ ستضاعف حصتها في سوق الكمبيوتر الألماني، مما يجعلها ثالث أكبر بائع من حيث المبيعات (بعد آسير وهيوليت باكارد). الصفقة، التي تم إغلاقها في الربع الثالث من العام نفسه، ادعت حولها صحيفة نيويورك تايمز أنها المرة الأولى التي تستحوذ فيها شركة صينية على شركة ألمانية معروفة.
وسيعطي هذا الاستحواذ لينوفو 14% من سوق الكمبيوتر الألماني. حيث وافق جيرد براخمان، رئيس مجلس إدارة ميديون، على بيع ثلثي حصته البالغة 60 بالمائة في الشركة. كما وسيتم الدفع له نقدًا مقابل 80 بالمائة من الأسهم وسيحصل على 20 بالمائة من أسهم الشركة. ومن شأنه أن يمنحه حوالي واحد بالمائة من الشركة أيضا.
في سبتمبر 2012، وافقت لينوفو على الاستحواذ على شركة ديجيبراس للإلكترونيات ومقرها البرازيل، والتي تبيع المنتجات تحت الاسم التجاري سي سي أي، بسعر أساسي قدره 300 مليون ريال (148 مليون دولار أمريكي) في مزيج من الأسهم والنقد. وتم دفع مبلغ إضافي قدره 400 مليون ريال بناءً على معايير الأداء.
وقبل استحواذها على سي سي أي، أنشأت لينوفو بالفعل مصنعًا بقيمة 30 مليون دولار في البرازيل، لكن إدارة الشركة شعرت أنها بحاجة إلى شريك محلي لتحقيق أقصى قدر من النمو الإقليمي.وأيضا أشارت لينوفو إلى رغبتها في الاستفادة من زيادة المبيعات بسبب كأس العالم 2014 الذي ستستضيفه البرازيل ودورة الألعاب الأولمبية الصيفية 2016 وسمعة سي سي أي من حيث الجودة. وبعد عملية الاستحواذ، أعلنت «لينوفو» أن عمليات الاستحواذ اللاحقة سوف تتركز في البرامج والخدمات.
في سبتمبر 2012، وافقت لينوفو على الاستحواذ على شركة ستون واير للبرمجيات التي تتخذ من الولايات المتحدة مقراً لها، وذلك في أول عملية شراء لها. كان من المتوقع أن تنتهي الصفقة بحلول نهاية عام 2012 ؛ لم يتم الكشف عن أي تفاصيل مالية. وحينها قالت لينوفو أنه تم الاستحواذ على الشركة من أجل الوصول إلى التكنولوجيا الجديدة وأنه ليس من المتوقع أن تؤثر ستون واير بشكل كبير على الأرباح. وبشكل أكثر تحديدًا، تم الاستحواذ على ستون واير لتعزيز جهود لينوفو لتحسين وتوسيع خدمات الحوسبة السحابية. لمدة عامين قبل الاستحواذ، دخلت ستون واير في شراكة مع لينوفو لبيع برامجها. وكانت قد تأسست شركة ستون واي في عام 2000. واعتبارًا من سبتمبر 2012، يقع مقر شركة ستون واير في كارميل، إنديانا ولديها 67 موظفًا.
عادت لينوفو إلى سوق الهواتف الذكية في عام 2012 وسرعان ما أصبحت أكبر بائع للهواتف الذكية في الصين القارية. حيث تم الدخول إلى سوق الهواتف الذكية بتغيير الإستراتيجية من «مقاس واحد يناسب الجميع» إلى مجموعة متنوعة من الأجهزة. وكانت هذه التغييرات مدفوعة بشعبية آي فون من آبل ورغبة لينوفو في زيادة حصتها السوقية في الصين القارية. تفوقت لينوفو على شركة آبل آي أن سي. لتصبح المزود الثاني للهواتف الذكية في السوق الصينية المحلية في عام 2012. ومع ذلك، نظرًا لوجود حوالي 100 علامة تجارية للهواتف الذكية تُباع في الصين، فإن هذه القيمة تعادل فقط 10.4% من حصة السوق.

### 2014 إلى الوقت الحاضر: شراء خطوط خادم آي بي أم وعمليات اقتناء أخرى

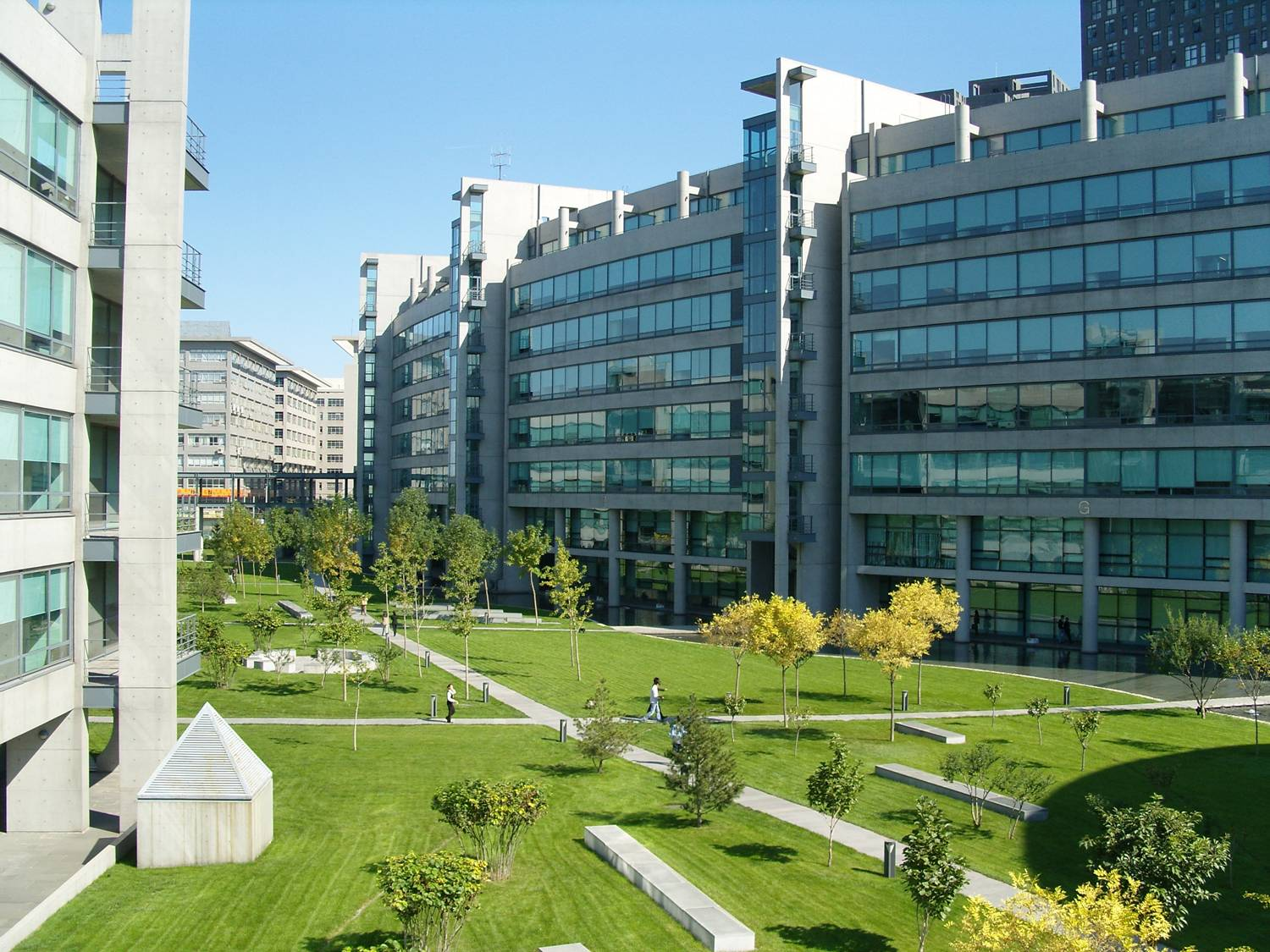
مقر شركة لينوفو في بكين

باعت آي بي أم خطوط الخوادم المستندة إلى انتل، بما في ذلك آي بي ام سيستم اكس وآي بي ام بلايد سانتر، إلى لينوفو في عام 2014. وتقول لينوفو إنها ستتمكن من الوصول إلى المزيد من عملاء المؤسسات، وتحسن هوامش الربح، وتطور علاقة أوثق مع انتل، والشركة المصنعة لمعظم معالجات الخوادم، من خلال استحواذها على أعمال الخوادم المستندة إلى x86 من آي بي ام. وفي 1 أكتوبر 2014، أغلقت لينوفو استحواذها على قسم الخوادم في شركة أي بي ام، مع تحديد السعر النهائي عند 2.1 مليار دولار. وقالت لينوفو إن هذا الاستحواذ جاء بسعر أقل من المبلغ المعلن عنه سابقًا والذي يبلغ 2.3 مليار دولار، ويرجع ذلك جزئيًا إلى تغيير في قيمة مخزونات أي بي ام. تمت الموافقة على الصفقة بالفعل من قبل أوروبا والصين والولايات المتحدة. حيث كانت لجنة وزارة الخزانة الأمريكية بشأن الاستثمار الأجنبي في الولايات المتحدة (سي اف أي يو س) هي العقبة الأخيرة أمام لينوفو، ونظرًا لأن الولايات المتحدة لديها أكثر السياسات صرامة. وفقًا لتيموثي بريكيت مورغان من انتربريس تيك، فإن الصفقة لا تزال تنتظر «موافقة الجهات التنظيمية في الصين والمفوضية الأوروبية وكندا».
في 29 يناير 2014، أعلنت جوجل أنها ستبيع موتورولا موبيليتي إلى لينوفو مقابل 2.91 مليار دولار أمريكي. عندما أعلنت غوغل ولينوفو لأول مرة عن الاستحواذ على موتورولا، قالا إن عملية الشراء سيتم تمويلها بمبلغ 660 مليون دولار نقدًا، و 750 مليون دولار من أسهم لينوفو، وسند إذني بقيمة 1.5 مليار دولار مستحق في غضون ثلاث سنوات.
و اعتبارًا من فبراير 2014، تمتلك جوجل حوالي 5.94% من أسهم لينوفو. حيث تشمل الصفقة خطوط الهواتف الذكية مثل موتو اكس وموتو جي ودرويد توربو. كما وحصلت لينوفو أيضًا على خارطة طريق منتجات متورولا موبيليتي المستقبلية وستتلقى الشركة تراخيص بدون حقوق ملكية لجميع براءات الاختراع التي تحتفظ بها غوغل.
صرحت لينوفو أن موتورولا تم شراؤها، بسبب علاقاتها الطويلة الأمد مع مشغلي الشبكات الخلوية في الولايات المتحدة والمملكة المتحدة. حيث واجهت لينوفو سابقًا صعوبة في اقتحام المملكة المتحدة نظرًا لارتفاع نسبة العملاء الذين يوقعون العقود ويتلقون الهواتف من شركات الاتصالات. وحين وقع الشراء قال أحد المسؤولين التنفيذيين في لينوفو: «هناك الكثير من الأسباب التي دفعتنا إلى شراء موتورولا ولكن في المقام الأول لأنها تتمتع بتاريخ من التوزيع في المملكة المتحدة. تتمتع موتورولا بعلاقات طويلة وعريقة مع طرق الوصول إلى السوق في أمريكا الشمالية والمملكة المتحدة، حيث يرتبط الناس بها مشغل شبكتهم».
كما وتلقت لينوفو موافقة من الاتحاد الأوروبي على استحواذها على موتورولا في يونيو 2014. وقال الاتحاد الأوروبي في بيان: «خلصت المفوضية إلى أن الاستحواذ المقترح لن يثير مخاوف المنافسة فيما يتعلق بالأجهزة المحمولة الذكية (الهواتف الذكية والأجهزة اللوحية)، نظرًا الموقف المحدود للأطراف في السوق ووجود موردين أقوياء آخرين فيه». وعند موافقة الاتحاد الأوروبي، قالت لينوفو إنها في طريقها للفوز بالموافقة النهائية على الاندماج في الولايات المتحدة.
تم الانتهاء من عملية الاستحواذ في 30 أكتوبر 2014. حيث سيظل المقر الرئيسي لشركة موتورولا موبيليتي في شيكاغو، وستواصل استخدام علامة موتورولا التجارية، وبات ليو جون، رئيس أعمال لينوفو المحمولة، قائداً الشركة.
في مايو 2015، كشفت لينوفو عن شعار جديد في لينوفو تيك وورلد في بكين، تحت شعار "الابتكار لا يظل قائماً" (بالصينية:创新 无止境). حيث يمكن تغيير شعار لينوفو الجديد، الذي تم إنشاؤه بواسطة ساتشي، بواسطة وكالات الإعلان وشركاء المبيعات، ضمن قيود، ليناسب السياق. تحتوي على حرف "e" للاستلقاء ومحاطة بصندوق يمكن تغييره لاستخدام مشهد ذي صلة أو لون خالص أو صورة فوتوغرافية. قال ديفيد رومان، كبير مسؤولي التسويق في لينوفو، "عندما بدأنا النظر إليه لأول مرة، لم يكن الأمر يتعلق فقط بتغيير في الطباعة أو شكل الشعار. سألنا" إذا كنا حقًا شركة مدفوعة بالشبكة وتركز على العملاء كيف يجب أن يبدو الشعار؟ "

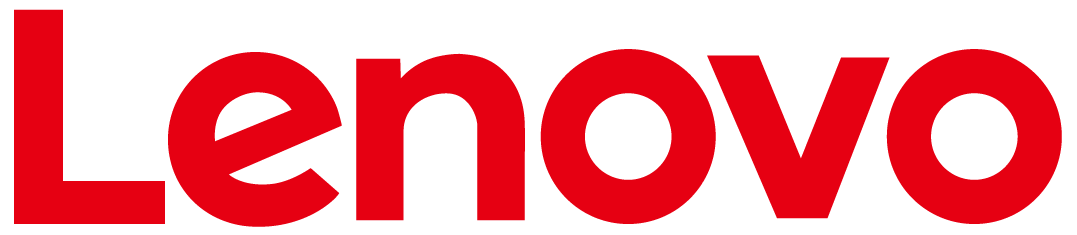
شعار لينوفو الجديد

في أوائل يونيو 2015، أعلنت لينوفو عن خطط لبيع ما يصل إلى 650 مليون دولار أمريكي من سندات مدتها خمس سنوات مقومة باليوان الصيني. تم بيع السندات في هونغ كونغ بقسيمة تتراوح من 4.95% إلى 5.05%. هذه ليست سوى عملية بيع السندات الثانية في تاريخ لينوفو. وأشار المعلقون الماليون إلى أن لينوفو كانت تدفع علاوة لإدراج السندات باليوان نظرًا لتكاليف منخفضة نسبيًا للاقتراض بالدولار الأمريكي.
كما قالت الشركة أن خوادم x86 الخاصة بها ستكون متاحة لجميع شركاء قنواتها.و تخطط لينوفو لخفض أسعار منتجات x86 من أجل الحصول على حصة في السوق. يتماشى هذا مع رؤية آي بي ام للمستقبل حول تقنيات السحابة وبنية معالج باور الخاص بها.
كما ويمكن القول إن استحواذ لينوفو على أعمال آي بي إم هو أحد أعظم دراسات الحالة حول دمج الشركات الدولية الضخمة. على الرغم من أن هذا الاستحواذ في عام 2005 أدى في النهاية إلى النجاح، إلا أن تكامل الشركات كان بداية صعبة. حيث كان لدى لينوفو موظفين من ثقافات مختلفة وخلفيات مختلفة ولغات مختلفة. وقد تسببت هذه الاختلافات في سوء الفهم وإعاقة الثقة والقدرة على بناء ثقافة مؤسسية جديدة. في نهاية أول عامين، واجهت مجموعة لينوفو العديد من التحديات الأصلية، بما في ذلك دمج ثقافتين مختلفتين في الشركة المشكلة حديثًا، والحفاظ على صورة العلامة التجارية ثينك للجودة والابتكار، وتحسين سلسلة التوريد وكفاءات التصنيع. ومع ذلك، فشلت لينوفو في تحقيق الهدف الرئيسي للاندماج: الاستفادة من القوة المشتركة للشركتين لزيادة الحجم وحصة السوق. من أجل تحقيق النجاح، تبنت لينوفو التنويع على مستويات متعددة حيث غدت نموذجا للأعمال والثقافة والموهبة. وبحلول عام 2015، نمت لينوفو لتصبح صانع أجهزة الكمبيوتر الشخصية رقم 1 في العالم، والمصنع رقم 3 للهواتف الذكية ورقم 3 في إنتاج أجهزة الكمبيوتر اللوحية.
وفي مارس 2017، أعلنت لينوفو عن شراكتها مع شركة داتا كور الافتراضية لتخزين البرامج ومقرها فلوريدا في، لإضافة برنامج معالجة الإدخال / الإخراج المتوازي من داتا كور إلى أجهزة التخزين الخاصة بالشركة. وقد تم تصميم الخوادم لتتفوق في الأداء على مصفوفات شبكة منطقة التخزين (س أي ان).
في عام 2017 شكلت لينوفو مشروع مشترك مع شركة فوجيتسو وبنك التنمية الياباني (DBJ).في المشروع المشترك، ستبيع شركة فوجيتسو لينوفو حصة 51%. بينما سوف تستحوذ فوجيتسو على حصة 5%.
في سبتمبر 2018، أعلنت لينوفو ونيت اب عن شراكة إستراتيجية ومشروع مشترك في الصين. كجزء من الشراكة الإستراتيجية، بدأت لينوفو خطين جديدين من أنظمة التخزين: مجوعة دي ام ومجموعة دي أي.
كانت لينوفو أي ام سي مشروعًا مشتركًا بين لينوفو واي ام سي وقدمت حلول التخزين المتصلة بالشبكة (ن أي اس). وتم عرض منتجات لينوفو أي ام سي سابقًا تحت الاسم التجاري لوميغا.و اعتبارًا من عام 2018، يقوم موقع لينوفو ام سي.كوم الآن بإعادة التوجيه إلى لينوفو.كوم، وقد سحبت لينوفو جميع منتجات لينوفو أي ام سي على صفحة المنتج الخاصة بها لإبلاغها بأن المنتجات لم تعد متاحًة للشراء على الموقع.
وفي عام 2018، أصبحت لينوفو أكبر مزود في العالم لأجهزة الكمبيوتر العملاقة TOP500

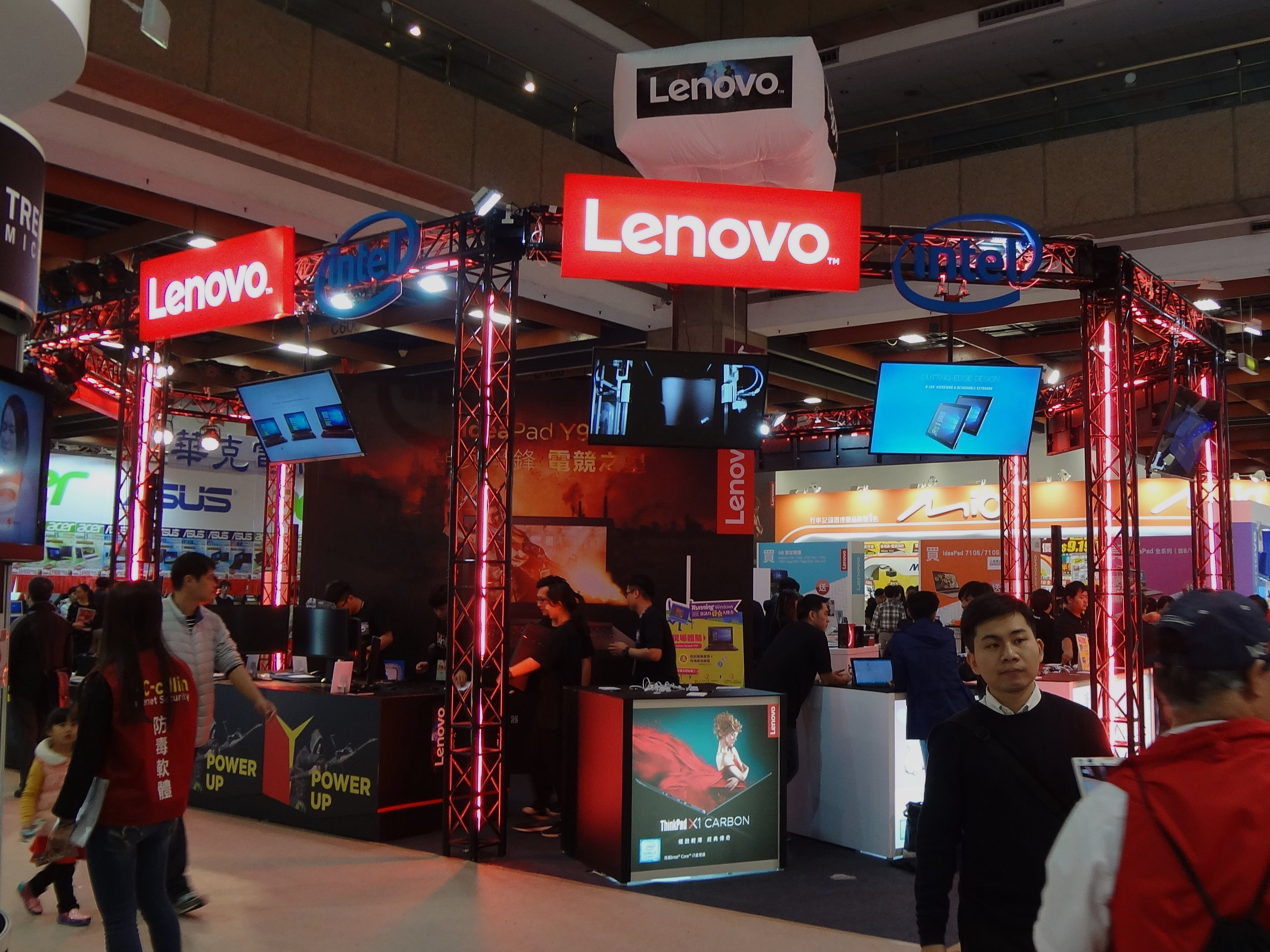
كشك يعرض منتجات لينوفو في تايبيه

## التسمية
«لينوفو» هي عبارة عن اشتقاق من «ليجيند» أي اسطورة و «نوفو»، المشتق اللاتيني لـ "new". الاسم باالصينية التقليدية:聯想؛ كما وتعني «الارتباط» (كما في «ارتباط الأفكار») أو «التفكير الترابطي» أو «التفكير المرتبط». كما أنها تعني الإبداع. تم استخدام «ليان كسيانغ» لأول مرة للإشارة إلى تصميم الآلات الكاتبة الصينية في الخمسينيات من القرن الماضي، وقد تم تنظيمها في مجموعات من الكلمات والعبارات الشائعة بدلاً من تخطيط القاموس القياسي.
على مدار العشرين عامًا الأولى من وجودها، كان اسم الشركة باللغة الإنجليزية هو «ليجيند». في عام 2002، قرر يانغ يوانكينغ التخلي عن اسم ليجيند للتوسع خارج السوق المحلية الصينية. كانت «ليجيند» مستخدمة بالفعل من قبل العديد من الشركات في جميع أنحاء العالم والتي تشمل منتجاتها وخدماتها (في الولايات المتحدة، على سبيل المثال) المنتجات والخدمات من المجالات التكنولوجية وغير التكنولوجية للصناعة والتجارة،  مما يجعل من المستحيل التسجيل في العديد من الولايات القضائية خارج الصين. في أبريل 2003، أعلنت الشركة علنًا عن اسمها الإنجليزي الجديد، "Lenovo"، بحملة إعلانية تضمنت لوحات إعلانية ضخمة وإعلانات تلفزيونية في أوقات الذروة. أنفقت لينوفو 18 مليون يوان صيني في حملة إعلانية تلفزيونية مدتها ثمانية أسابيع. أظهرت اللوحات الإعلانية شعار لينوفو مقابل السماء الزرقاء مع شعار كتب عليه «التعالي يعتمد على طريقة تفكيرك». بحلول نهاية عام 2003، أنفقت الشركة ما مجموعه 200 مليون يوان صيني على تغيير العلامة التجارية.

## خدمات ومنتجات
لينوفو هي شركة تصنيع أجهزة الكمبيوتر الشخصية والهواتف الذكية وأجهزة التلفزيون والأجهزة القابلة للارتداء. تضمنت بعض منتجات الشركة المبكرة الكمبيوتر الرئيسي KT8920 ولوحة الدوائر التي سمحت لأجهزة الكمبيوتر الشخصية المتوافقة مع آي بي ام بمعالجة الأحرف الصينية. كان أحد أجهزة الكمبيوتر الأولى للشركة هو تيانكسي (天禧)، الذي صدر في عام 1998 في السوق الصينية. وأصبح الكمبيوتر الأكثر مبيعًا في تاريخ الصين عام 2000.

### الحوسبة الشخصية والتجارية
تسوق لينوفو خطوط ثينك باد وايديا باد ويوغا وليجيون و «كسايوكسن» للسوق الصينية فقط من أجهزة الكمبيوتر المحمولة، بالإضافة إلى خطوط ايديا سنتر وثينك سانتر لأجهزة الكمبيوتر المكتبية. كما وتوسعت بشكل كبير في عام 2005 من خلال استحواذها على أعمال الكمبيوتر الشخصي لشركة أي بي ام، بما في ذلك خطوط ثينك باد وثينك سانتر. واعتبارًا من يناير 2013، تضاعفت شحنات أجهزة الكمبيوتر التي تحمل علامة ثينكش منذ استحواذ لينوفو على العلامة التجارية، حيث يُعتقد أن هوامش الربح تزيد عن 5%.وقامت الشركة بتوسيع نطاق العلامة التجارية ثينك بعيدًا عن أجهزة الكمبيوتر المحمولة التقليدية لصالح الأجهزة اللوحية والأجهزة الهجينة مثل ثينك باد تابلت وثينك باد يوغا وثينك باد 8 وثينك باد هيليكس وثينك باد تويست ؛ وجاء هذا التحول كاستجابة لتزايد شعبية الأجهزة المحمولة، وإصدار ويندوز 8 في أكتوبر 2012.كما حققت لينوفو نجاحًا كبيرًا مع هذه الإستراتيجية عالية القيمة وفي عام 2013 سيطرت على أكثر من 40% من سوق أجهزة الكمبيوتر التي تعمل بنظام ويندوز بسعر أعلى 900 دولار في الولايات المتحدة.

### ثينك باد
ثينك باد هي عبارة عن مجموعة من أجهزة الكمبيوتر المحمولة الموجهة للأعمال والمعروفة بتصميمها الأسود الصندوقي، على غرار بينتو اليابانية التقليدية. حيث كان ثينك باد في الأصل أحد منتجات أي بي ام وتم تطويره في منشأة ياماتو في اليابان.و منذ ذلك الحين تم تطويرها وتصنيعها وبيعها بواسطة لينوفو بعد أوائل عام 2005، بعد استحواذها على قسم الكمبيوتر الشخصي لشركة أي بي ام. وقد تم استخدام ثينك باد في الفضاء وكانت أجهزة الكمبيوتر المحمولة الوحيدة المعتمدة للاستخدام في محطة الفضاء الدولية.

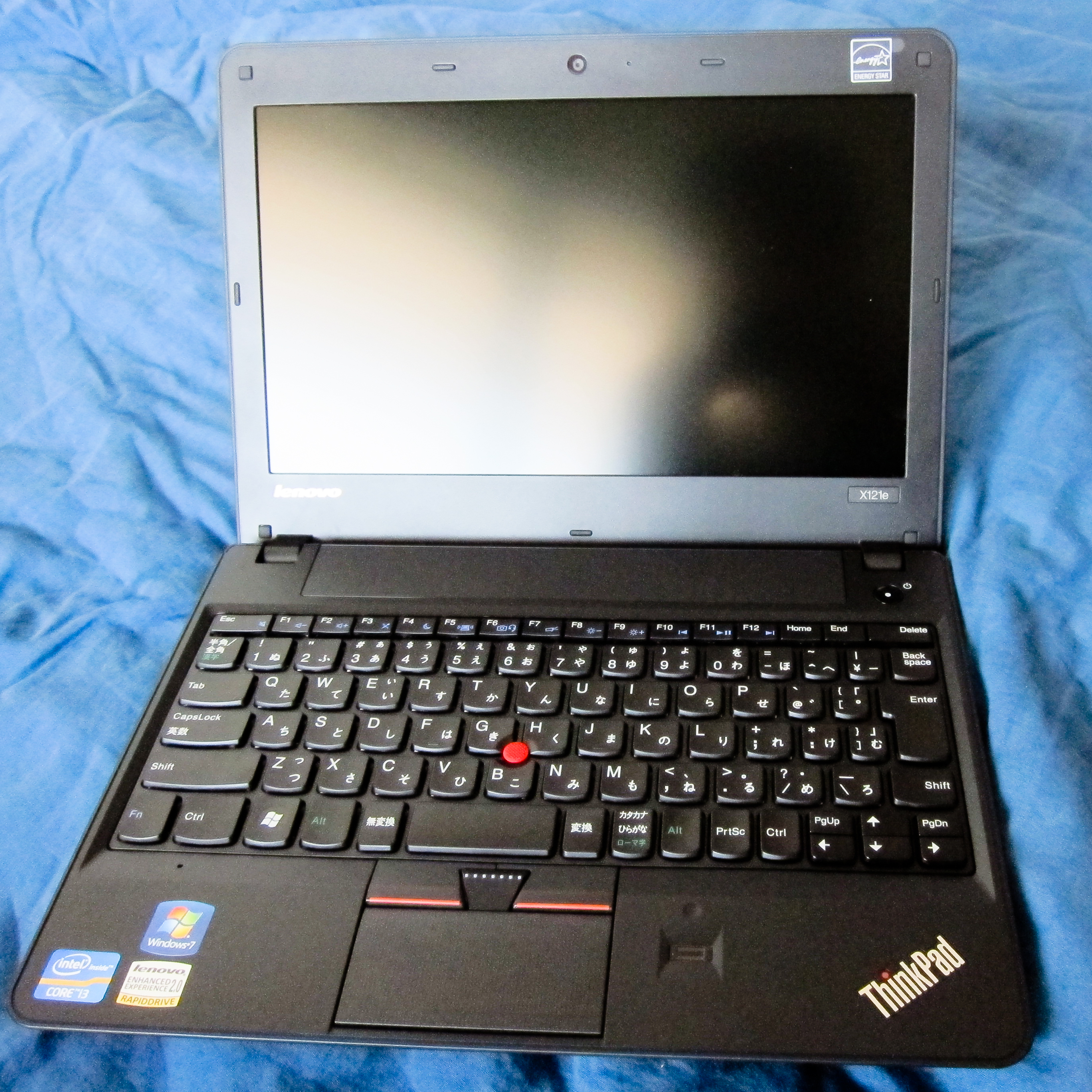
ثينك باد اكس 121 اي

### ثينك سانتر
ثينك سانتر عبارة عن مجموعة من أجهزة الكمبيوتر المكتبية الموجهة للأعمال والتي تم تقديمها في عام 2003 من قبل شركة أي بي ام ومنذ ذلك الحين تم إنتاجها وبيعها بواسطة الشركة منذ 2005. تشتمل أجهزة كمبيوتر ثينك سانتر عادةً على معالجات متوسطة إلى متطورة وخيارات للرسومات المنفصلة بطاقات، ودعم متعدد الشاشات. على غرار خط ثينك باد من أجهزة الكمبيوتر، وقد كانت هناك بنود ميزانية لأجهزة الكمبيوتر التي تحمل علامة ثينك سانتر في الماضي. بعض الأمثلة على ذلك تشمل: سلسلة M55e، سلسلة A50، سلسلة M72.

### ثينك سيرفر

شعار ثينك سيرفير

بدأ خط إنتاج ثينك سيرفر بـ تي اس 100 من لينوفو. تم تطوير الخادم بموجب اتفاقية مع شركة أي بي ام، والتي بموجبها ستنتج لينوفو خوادم أحادية المقبس ومزدوجة المقبس استنادًا إلى تقنية مجموعة اكس من أي بي ام. ميزة إضافية لتصميم الخادم كانت عبارة عن حزمة دعم تستهدف الشركات الصغيرة. وكان تركيز حزمة الدعم هذه على تزويد الشركات الصغيرة بأدوات برمجية لتسهيل عملية إدارة الخادم وتقليل الاعتماد على دعم تكنولوجيا المعلومات.

### ثينك ستايشين
لينوفو ثينك ستايشين هي محطات عمل مصممة للحوسبة المتطورة. في عام 2008، وسعت لينوفو تركيز علامتها التجارية «ثينك» لتشمل محطات العمل، حيث كان ثينك ستايشين اس 10 هو النموذج الأول الذي تم إصداره.

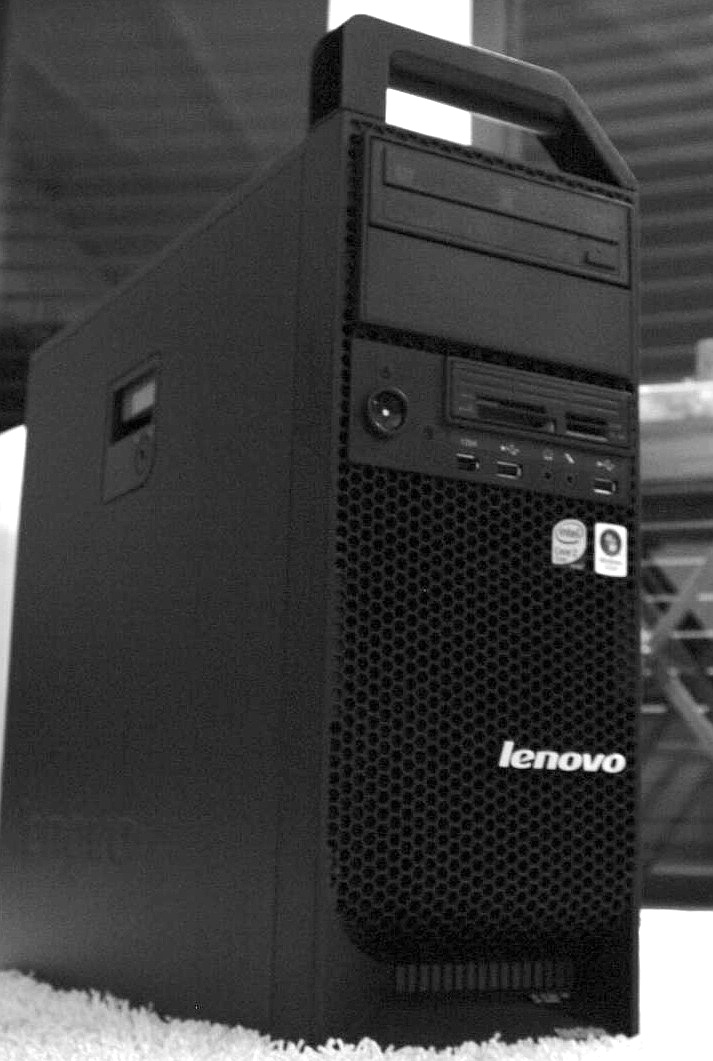
حاسوب ثينك ستايشين

### ثينك فيجين
يتم تسويق الشاشات المتطورة تحت اسم ثينك فيجين. وتشترك شاشات ثينك فيجين في لغة تصميم مشتركة مع أجهزة ثينك الأخرى مثل خط ثينك باد لأجهزة الكمبيوتر المحمولة وخط ثينك سنتر لأجهزة الكمبيوتر المكتبية. وفي معرض سي أي اس الدولي لعام 2014، أعلنت لينوفو عن ثينك فيجين برو 2840 ام، وهي شاشة مقاس 28 بوصة بدقة 4K تستهدف المحترفين. وأعلنت لينوفو أيضًا عن جهاز آخر مقاس 28 بوصة يعمل باللمس بدقة 4K يعمل بنظام اندرويد ويمكن أن يعمل كجهاز كمبيوتر متعدد الإمكانات أو شاشة خارجية للأجهزة الأخرى.
وفي معرض سي أي اس الدولي لعام 2016، أعلنت لينوف عن شاشتين مزودتين باتصال USB-C وديسيبلاي. وتعتبر شاشة ثينك فيجين X24 برو عبارة عن شاشة مقاس 24 بوصة بدقة 1920 × 1080 بكسل ذات إطار نحيف تستخدم لوحة IPS LCD. ثينك فيجين X1 عبارة عن شاشة مقاس 27 بوصة بدقة 3840 × 2160 بكسل ذات إطار نحيف تستخدم لوحة 10 بت مع تغطية 99% من التدرج اللوني sRGB. ويتضمن X24 قاعدة شحن لاسلكية للهواتف المحمولة. وتعتبر اكس 1 أول شاشة تحصل على شهادة تي يو في لراحة العين. كما تحتوي كلتا الشاشتين على منافذ ايتش دي ام أي 2.0، وتدعمان شحن أجهزة الكمبيوتر المحمولة، والهواتف المحمولة، والأجهزة الأخرى، ولديهما كاميرات انتل ريال سنس ثلاثية الأبعاد لدعم التعرف على الوجه. وتحتوي كلتا الشاشتين أيضا على ميكروفونات ثنائية الصفيف ومكبرات صوت استريو 3 وات.

### آيديا باد
تم تقديم خط ايديا باد من أجهزة الكمبيوتر المحمولة الموجهة للمستهلكين في يناير 2008. فلوحة ايديا باد هي نتيجة البحث والتطوير الخاص بـ لينوفو ؛ على عكس خط ثينك باد، حيث لم يتم توريث تصميمه وعلامته التجارية من شركة أي بي ام. وتختلف لغة تصميم ايديا باد بشكل ملحوظ عن ثينك باد ولها شكل وأسلوب أكثر تركيزًا على المستهلك.
وفي 21 سبتمبر 2016، أكدت لينوفو أن سلسلة يوغا الخاصة بهم لا يُقصد بها أن تكون متوافقة مع أنظمة تشغيل لينوكس، وأنهم يعلمون أنه من المستحيل تثبيت لينوكس على بعض الأنواع، وأنه غير مدعوم. وجاء ذلك في أعقاب التغطية الإعلامية للمشكلات التي واجهها المستخدمون أثناء محاولة تثبيت يوبونتو على العديد من الأجهزة من طراز يوغا، بما في ذلك 900 أي اس كاي، والتي تم إرجاعها إلى تعطيل لينوفو وإزالة دعم وضع تخزين أي ايتش سي أي لمحرك الحالة الصلبة للجهاز في بايوس للكمبيوتر، لصالح وضع رايد المدعوم فقط بواسطة برامج تشغيل ويندوز 10 التي تأتي مع النظام. ومنذ ذلك الحين اصدرت لينوفو برنامجًا ثابتًا بديلًا أعاد وضع أي ايتش سي أي إلى وحدة التحكم في المحرك للسماح بتثبيت أنظمة تشغيل لينوكس.

### ايديا سنتر

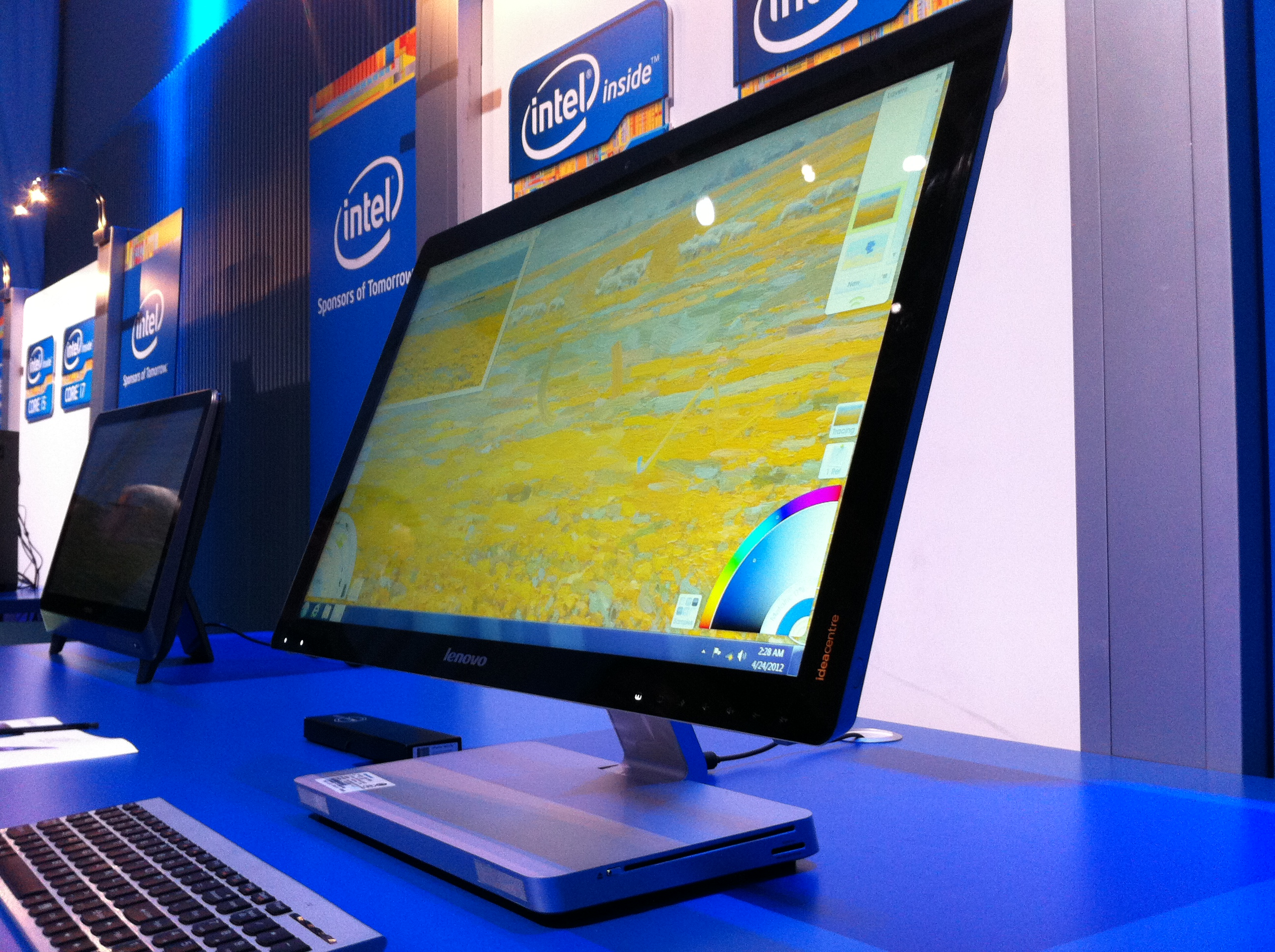
حاسوب ايديا سنتر الشامل

جميع أجهزة ايديا سنترز عبارة عن آلات شاملة تجمع بين المعالج والشاشة في وحدة واحدة. وصفت هوت هاردوار «أجهزة سطح المكتب» بأنها «مصممة بشكل فريد». حيث تم الإعلان عن أول سطح مكتب، ايديا سنتر ك210، بواسطة لينوفو في 30 يونيو 2008. بينما يتكون خط ايديا سنتر من أجهزة كمبيوتر سطح المكتب فقط، فإنه يشارك عناصر التصميم والميزات مع خط ايديا باد. وكانت إحدى هذه الميزات هي تقنية التعرف على الوجه «فيري فايس».
في 2011، أعلنت لينوفو عن إطلاق أربعة أجهزة كمبيوتر مكتبية ايديا سنتر A320 و B520 و B320 و C205.وكذلك في خريف عام 2012، قدمت الشركة جهاز ايديا A720 الأكثر قوة، المزود بشاشة تعمل باللمس مقاس 27 بوصة ويعمل بنظام التشغيل «ويندوز 8». مع موالف التلفزيون ومدخل ايتش دي ام أي، ويمكن أن يعمل A720 أيضًا كمحور وسائط متعددة أو ككمبيوتر منزلي.
وفي عام 2013، أضافت لينوفو كمبيوتر طاولة إلى خط ايديا سنتر. وجهاز لينوفو ايديا سنتر، والذي قدم في عام 2013 وتم عرضه في معرض سي أي اس الدولي هو جهاز كمبيوتر يعمل باللمس مقاس 27 بوصة، مصمم لاستخدامه في وقت واحد من قبل عدة أشخاص. بفضل استخدامه لنظام التشغيل ويندوز 8، ويمكن أن يعمل اوريزون أيضًا كجهاز كمبيوتر مكتبي عند إعداده في وضع مستقيم.

### الهواتف الذكية
اعتبارًا من يناير 2013، قامت لينوفو فقط بتصنيع الهواتف التي تستخدم نظام التشغيل اندرويد من غوغل. وأشارت العديد من التقارير الصحفية إلى أن لينوفو تخطط لإطلاق هاتف يعمل بنظام ويندوز فون 8، وفقًا لـ ج.هووار، نائب الرئيس في قسم الهواتف المحمولة في لينوفو، فإن الشركة ستطلق منتج ويندوز فون إذا كان هناك طلب في السوق.
نفذت لينوفو إستراتيجية صارمة لاستبدال سامسونغ الكترونيك كأفضل بائع للهواتف الذكية في سوق البر الرئيسي للصين. لقد أنفقت 793.5 مليون دولار في ووهان من أجل بناء مصنع يمكنه إنتاج 30 إلى 40 مليون هاتف سنويًا. تُظهر بيانات من اناليسس انترناشونال أن لينوفو شهدت نموًا كبيرًا في مبيعات الهواتف الذكية في الصين خلال عام 2012. وعلى وجه التحديد، شهدت زيادة حصتها في السوق إلى 14.2% خلال الربع الثالث من عام 2012، وهو ما يمثل زيادة مقارنة بـ 4.8% في نفس الربع من عام 2011. قال المحللون إن نجاح لينوفو يرجع إلى «تكثيفها القوي وتحسينها في شراكات القنوات». كتب وانج ينج، محلل أناليسيس إنترناشونال، «تمتلك لينوفو ميزة واضحة على المنافسين من حيث قنوات البيع. قال الرئيس التنفيذي للشركة، يانغ يوانكينغ،» لينوفو لا تريد أن تكون ثاني لاعب... نريد أن نكون الأفضل.
وفقًا لـ أي ايتش اس آي سيبلاي، احتلت لينوفو المرتبة الرابعة في مجال صناعة الهواتف الذكية في الصين بحصة سوقية تبلغ 16.5% في الربع الأول من عام 2012. ووفقًا لتقرير مايو الصادر عن أي دي سي لينوفو، فقد احتلت المرتبة الرابعة في سوق الأجهزة اللوحية العالمية من حيث الحجم. واعتبارًا من نوفمبر 2012، كانت لينوفو ثاني أكبر بائع للهواتف المحمولة في الصين عند قياسها من حيث الحجم.
في مايو 2013، أشار الرئيس التنفيذي لشركة لينوفو يانغ يوانكينج إلى أن الشركة كانت تهدف إلى إطلاق الهواتف الذكية في الولايات المتحدة خلال العام المقبل. في وقت لاحق من شهر أكتوبر، أعربت لينوفو عن رغبتها في الاستحواذ على شركة بلاك بيري المحدودة لتصنيع الهواتف الذكية الكندية. ومع ذلك، ورد أن الحكومة الكندية منعت محاولتها، مشيرة إلى مخاوف أمنية بسبب استخدام أجهزة بلاك بيري من قبل أعضاء بارزين في الحكومة. صرح أحد المسؤولين قائلاً: «لقد كنا متسقين إلى حد كبير في أن الرسالة هي أن كندا منفتحة على الاستثمار الأجنبي والاستثمار من الصين على وجه الخصوص ولكن ليس على حساب المساومة على الأمن القومي».
في يناير 2014، أعلنت لينوفو عن صفقة مقترحة للاستحواذ على موتورولا موبيليتي لتعزيز خططها في السوق الأمريكية. أعلنت مايكروسوت رسميًا أن لينوفو أصبحت شريك الأجهزة لمنصة وين فون في المؤتمر العالمي للجوال 2014. في يناير 2016، أعلنت لينوفو في سي أي اس أن الشركة ستنتج أول هاتف بروجكت تانغو.
كانت لينوفو بلاس موتورولا ثالث أكبر منتج للهواتف الذكية من حيث الحجم في العالم بين عامي 2011 و 2014. منذ استحواذ لينوفو على موتورولا موبيليتي، تراجعت حصة السوق العالمية المجمعة للشركة من 7.2% في عام 2014 إلى 3.9% في الربع الثالث من عام 2016.
ولقد تم الاستشهاد بعدد من العوامل باعتبارها سبب هذا الطلب المنخفض، بما في ذلك حقيقة أن لينوفو اعتمدت بشكل كبير على شركات الاتصالات لبيع هواتفها، حيث افتقرت هواتفها إلى العلامات التجارية القوية والميزات الفريدة تمييزها في السوق الصيني التنافسي حيث يؤدي الاقتصاد الضعيف والسوق المشبعة إلى تباطؤ الطلب، أعلنت لينوفو في أغسطس 2015 أنها ستسرح 3200 موظف، معظمهم في شركة موتورولا للهواتف الذكية.

### شاشات التلفزة الذكية

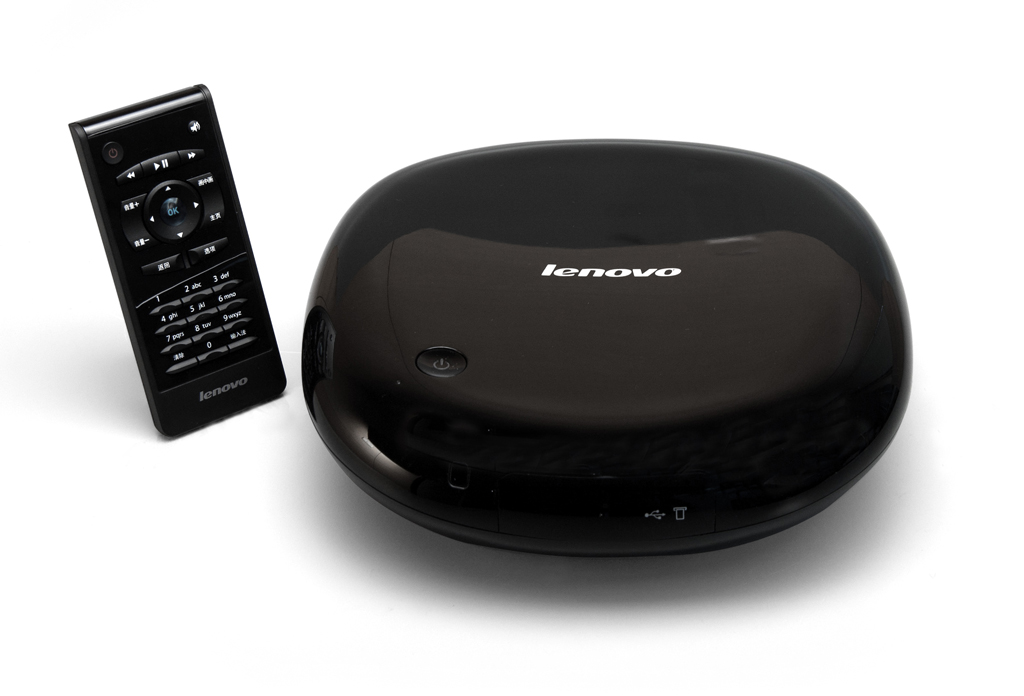
جهاز تلفار اي ثيرتي الذكي مع جهاز التحكم

في نوفمبر 2011، قالت لينوفو إنها ستكشف قريبًا عن منتج تلفزيوني ذكي يسمى أل أي تي في، ومن المتوقع طرحه في الربع الأول من عام 2012. «تشهد صناعات أجهزة الكمبيوتر والاتصالات والتلفزيون حاليًا تحولًا» ذكيًا «. في المستقبل، سيقوم المستخدمون لديها العديد من الأجهزة الذكية وسوف ترغب في تجربة متكاملة للأجهزة والبرامج والخدمات السحابية.» ليو جون، رئيس قسم الإنترنت عبر الهاتف المحمول والأعمال الرقمية المنزلية في لينوفو. في يونيو 2013، أعلنت لينوفو عن شراكة مع شارب لإنتاج أجهزة تلفزيون ذكية. في مارس 2014، أعلنت لينوفو أنها تتوقع أن تتجاوز مبيعات أجهزة التلفزيون الذكية مليون وحدة لعام 2014. وفي نفس الشهر، أصدرت لينوفو تلفازها الذكي الرائد الجديد.

### الأجهزة القابلة للإرتداء

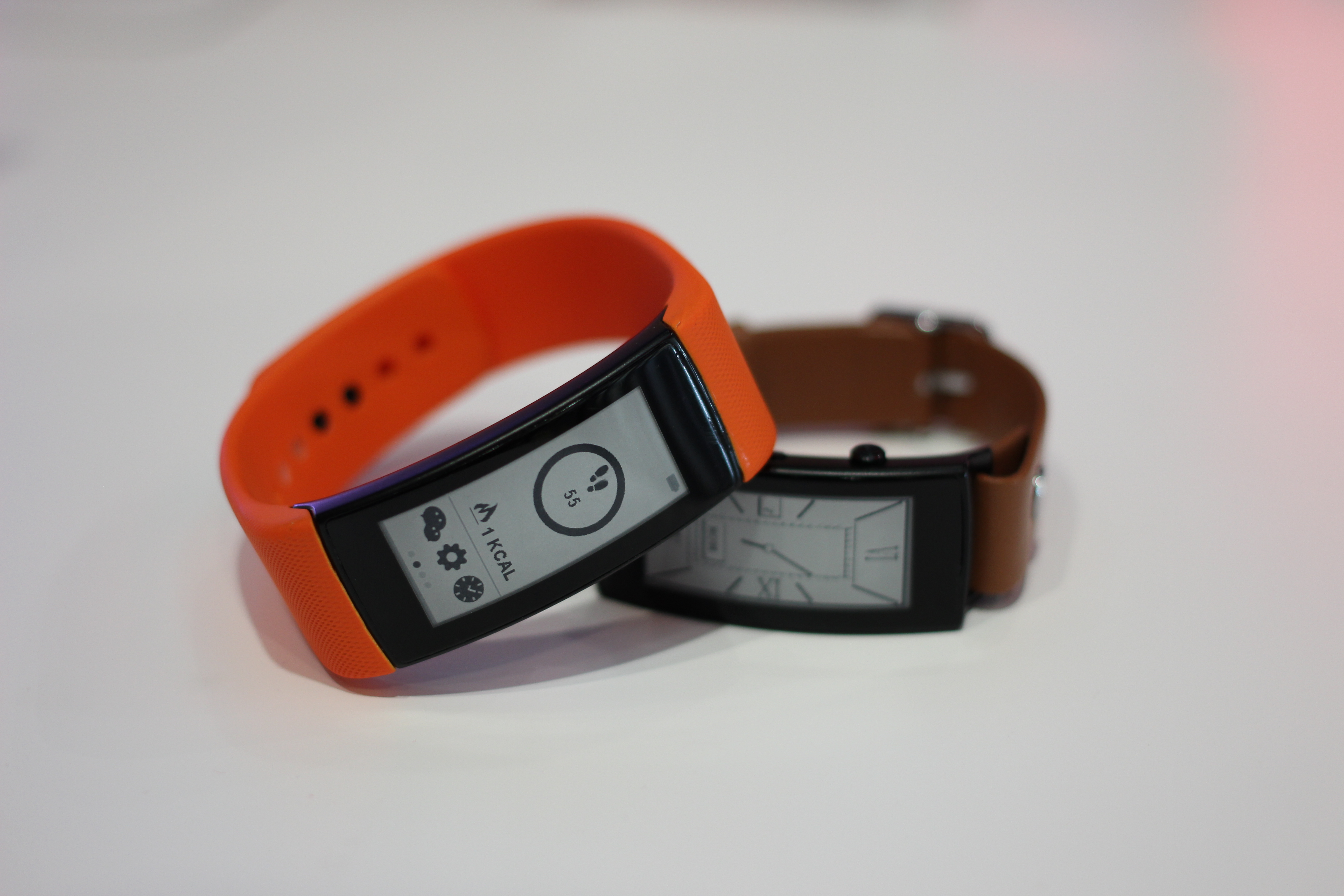
السوار الذكي الذي طورته شركة لينوفو

تم تأكيد الشائعات التي تفيد بأن لينوفو تقوم بتطوير جهاز يمكن ارتداؤه في أكتوبر 2014 يدعى بالسوار الذكي بعد أن قدمت الشركة نتيجة تنظيمية إلى لجنة الاتصالات الفيدرالية. الجهاز الذي يحمل العلامة التجارية «سمارت باند» له بطارية تدوم سبعة أيام. يحتوي على جهاز مراقبة بصري لمعدل ضربات القلب ويمكن استخدامه لتتبع المسافة والوقت الذي يقضيه الجري والسعرات الحرارية المحروقة. يمكنه أيضًا إخطار المستخدم بالمكالمات والنصوص الواردة. يمكنه أيضًا إلغاء قفل أجهزة الكمبيوتر دون استخدام كلمة مرور. تم طرح سمارت باند للبيع في أكتوبر 2014. بدأت لينوفو في عرض الجهاز للبيع على موقع الويب الخاص بها دون إعلان رسمي عن المنتج.

### منتجات المنزل الذكي
في عام 2015، أطلقت لينوفو تعاونًا استراتيجيًا مع أي ان جي دي ان (硬 蛋)، وهي شركة تابعة لشركة التجارة الإلكترونية الصينية للإلكترونيات كوغو باي غروب، للتغلغل في قطاع الأجهزة الذكية.ولقد تم استخدام سلسلة التوريد الخاصة بـ كوغو باي بواسطة لينوفو لشراء الأجهزة الاستهلاكية وسد الثغرات في تطوير الأجهزة والبرامج الخاصة بهم. في أي اف أي 2018، وأطلقت لينوفو العديد من منتجات المنزل الذكي.

### لينوفو كونكت
في المؤتمر العالمي للجوال في عام 2016، قدمت لينوفو لينوفو كونكت، وهي خدمة تجوال لاسلكي. تعمل هذه الخدمة عبر الأجهزة والشبكات والحدود للعملاء في الصين وأوروبا والشرق الأوسط وإفريقيا (أوروبا والشرق الأوسط وأفريقيا). يلغي لينوفو كونكت الحاجة إلى شراء بطاقات اس أي ام جديدة عند عبور الحدود. وبدأت لينوفو كونكت خدمة الهواتف واختارت أجهزة كمبيوتر محمولة من ثينك باد في الصين في فبراير 2016.

## عمليات
توجد مرافق لينوفو الرئيسية في بكين، الصين ؛ موريسفل، نورث كارولينا، الولايات المتحدة ؛ وسنغافورة. مع مراكز البحوث في بكين، موريسفيل، شنغهاي، شنتشن، شيامن، تشنغدو، نانجينغ، ووهان وياماتو (محافظة كاناجاوا، اليابان). تشغل لينوفو منشآت تصنيع في تشنغدو وخفي في الصين واليابان. افتتح المتجر العالمي الرائد على مساحة 700 متر مربع (7500 قدم مربع) في بكين في فبراير 2013.
تعد عمليات التصنيع في لينوفو خروجًا عن الممارسة الصناعية المعتادة المتمثلة في الاستعانة بمصادر خارجية لمصنعي العقود. تركز الشركة بدلاً من ذلك على التكامل الرأسي لتجنب الاعتماد المفرط على الشركات المصنعة للمعدات الأصلية وللحفاظ على انخفاض التكاليف. في حديثه عن هذا الموضوع، قال يانغ يوانكينغ، «بيع أجهزة الكمبيوتر مثل بيع الفاكهة الطازجة. سرعة الابتكار سريعة جدًا، لذلك يجب أن تعرف كيفية مواكبة الوتيرة، والتحكم في المخزون، ومواءمة العرض مع الطلب والتعامل بسرعة كبيرة.» استفادت لينوفو من تكاملها الرأسي بعد إغراق مصنعي الأقراص الصلبة في تايلاند في عام 2011، حيث يمكن للشركة أن تواصل عمليات التصنيع من خلال تحويل الإنتاج نحو المنتجات التي لا تزال محركات الأقراص الصلبة متوفرة لها.
بدأت لينوفو في التأكيد على التكامل الرأسي بعد اجتماع في عام 2009 قام فيه الرئيس التنفيذي يانغ يوانكيغ، ورئيس سلسلة التوريد في لينوفو، بتحليل التكاليف مقابل فوائد التصنيع الداخلي. قال جورج هي، كبير مسؤولي التكنولوجيا في لينوفو، إن التكامل الرأسي له دور مهم في تطوير المنتج. وقال: "إذا نظرت إلى اتجاهات الصناعة، فإن معظم الابتكارات" لأجهزة الكمبيوتر والهواتف الذكية والأجهزة اللوحية وأجهزة التلفزيون الذكية مرتبطة بابتكار المكونات الرئيسية - الشاشة والبطارية والتخزين. التمييز بين الأجزاء الرئيسية مهم جدا. لذلك بدأنا في الاستثمار أكثر... والعمل عن كثب مع موردي قطع الغيار الرئيسيين ". في السابق، كان الافتقار إلى التكامل بسبب عمليات الاستحواذ الأجنبية العديدة والعدد المفرط من "مؤشرات الأداء الرئيسية" (KPIs) يجعل توسع لينوفو باهظ التكلفة ويخلق أوقات تسليم بطيئة بشكل غير مقبول للعملاء النهائيين. استجابت لينوفو من خلال تقليل عدد مؤشرات الأداء الرئيسية من 150 إلى 5، وتقديم تدريب مكثف للمديرين، والعمل على إنشاء ثقافة لينوفو عالمية. ضاعفت لينوفو أيضًا من التكامل الرأسي والتصنيع بالقرب من الأسواق المستهدفة من أجل خفض التكاليف في الوقت الذي كان فيه منافسوها يستخدمون بشكل متزايد الاستعانة بمصادر خارجية في الخارج. بحلول عام 2013، احتلت لينوفو المرتبة 20 في قائمة غارنتر لأفضل 50 سلسلة توريد، بينما كانت الشركة في عام 2010 غير مصنفة.
في عام 2012، نقلت لينوفو جزئيًا إنتاج خط ثينك باد من أجهزة الكمبيوتر إلى اليابان.و سيتم إنتاج ثينك باد بواسطة شركة NEC في محافظة ياماغاتا.وقد قال، رئيس لينوفو اليابان، «بصفتي يابانيًا، يسعدني أن أرى العودة إلى الإنتاج المحلي والهدف هو تحقيق الإنتاج على نطاق واسع حيث سيؤدي ذلك إلى تحسين صورتنا وجعل المنتجات أكثر قبولا للعملاء اليابانيين.»
في أكتوبر 2012، أعلنت لينوفو أنها ستبدأ تجميع أجهزة الكمبيوتر في ويتسيت، ولاية كارولينا الشمالية. بدأ إنتاج أجهزة الكمبيوتر المكتبية والمحمولة، بما في ذلك ثينك باد هيليكس في يناير 2013. واعتبارًا من يوليو 2013، تم توظيف 115 عاملاً في هذا المرفق. تتواجد لينوفو في ويتسيت منذ عام 2008، حيث يوجد بها أيضًا مراكز للخدمات اللوجستية وخدمة العملاء ومعالجة المرتجعات.
في عام 2015، توصلت شركة لينوفو وشركة هونغ كونغ ليمتد سايبر بورت، وهي مجمع تجاري ترعاه الحكومة لشركات التكنولوجيا، إلى اتفاق «لبناء مركز خدمة سحابية وبحث وتطوير المنتجات بشكل مشترك».و يعتبر  مركز بيانات آسيا والمحيط الهادئ التابع لشركة لينوفو موجود أيضًا في سايبر بورت.
تقوم لينوفو بتجميع الهواتف الذكية في تشيناي، الهند من خلال اتفاقية تصنيع تعاقدية مع شركة فليكسترونيك. و في نوفمبر 2015، أعلنت لينوفو أنها ستبدأ في تصنيع أجهزة الكمبيوتر في بونديشيري.
وفي يناير 2025 أعلنت لينوفو أنها ستبدأ انتاج الخوادم والحواسيب الشخصية في مصنعها بالسعودية، كما أعلنت في أغسطس 2025 تأسيس مقر إقليمي لها في المملكة العربية السعودية.

## التسويق والرعاية

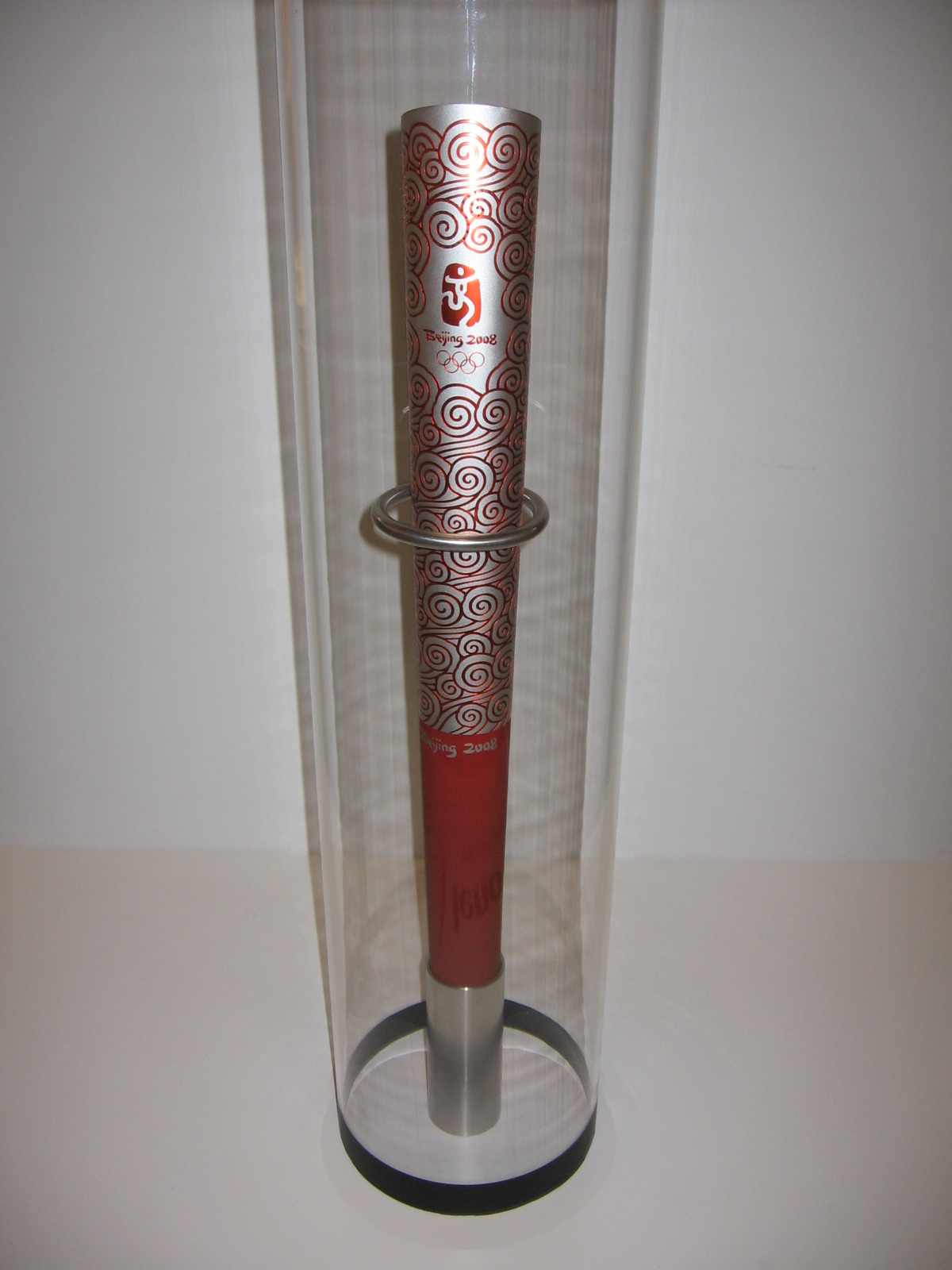
الشعلة الرسمية للألعاب الأولمبية الصيفية 2008 في فيلنيوس

في عام 2009، أصبحت لينوفو أول شركة مصنعة لأجهزة الكمبيوتر الشخصية تقسم البلدان إلى أسواق ناشئة وأسواق ناضجة. ثم قامت لينوفو بتطوير مجموعة مختلفة من الاستراتيجيات لكل فئة. اعتمد منافسو لينوفو على نطاق واسع نفس النهج في عام 2012، بذلت لينوفو جهدًا كبيرًا لتوسيع حصتها في السوق في الاقتصادات النامية مثل البرازيل والهند من خلال عمليات الاستحواذ وزيادة ميزانيات التسويق والإعلان.

### رعاية المشاهير
في أكتوبر 2013، أعلنت لينوفو أنها وظفت الممثل الأمريكي أشتون كوتشر كمهندس منتج ومتحدث رسمي. قال ديفيد رومان، كبير مسؤولي التسويق في لينوفو، «تتجاوز شراكته الحدود التقليدية من خلال دمجه بعمق في مؤسستنا كمهندس منتج. ستساعدنا أشتون على فتح آفاق جديدة من خلال تحدي الافتراضات، وتقديم منظور جديد والمساهمة بخبرته التقنية في جهاز يوجا اللوحي والأجهزة الأخرى». أصبح كوبي براينت سفيرًا رسميًا لهواتف لينوفو الذكية في الصين وجنوب شرق آسيا في أوائل عام 2013. ظهر براينت في حملة اجتماعية بعنوان "The Everyday Kobe Challenge" لإطلاق لينوفو ايديا فون K900 في ماليزيا وتايلاند وإندونيسيا والفلبين في نفس العام.

### التلفزيون والإنترنت ووسائل الإعلام
في ديسمبر 2011، أعلنت لينوفو عن مسابقة يوتيوب سبايس لاب. فقد عقدت بالتعاون مع يوتيوب، ناسا، وكالة الفضاء الأوروبية، وجاكسا. أتاحت المسابقة للطلاب الذين تتراوح أعمارهم بين 14 و 18 عامًا فرصة ابتكار تجارب يقوم بها رواد الفضاء في محطة الفضاء الدولية. تم بث نتائج تجارب الفائزين العالميين مباشرة من الفضاء، وتلقوا رحلة إلى اليابان أو روسيا.
استخدمت لينوفو فيلمًا قصيرًا بعنوان «ذي بارسوت» في حملتها «فور هو دو» التي تم إطلاقها في عام 2011. ويصور الفيلم امرأة شابة غامضة تستخدم ايديا باد يوغا 13 للبقاء متقدمًا بخطوة على ملاحقيها الأشرار. قام مارتن كامبل، الذي عمل سابقًا في أفلام الحركة وأفلام جيمس بوند مثل غولدن أي وإعادة إنتاج كازينو رويال، بتصوير هذا الفيلم. كانت لينوفو أول شركة صينية تستخدم تقنيات التسويق هذه.
في مايو 2015، استضافت لينوفو أول مؤتمر لها على الإطلاق "Tech World" في بكين. أعلنت شركة ZUK، وهي شركة منفصلة أنشأتها لينوفو في عام 2014، عن العديد من المنتجات في Tech World، بما في ذلك بنوك طاقة رفيعة وطابعات ثلاثية الأبعاد يمكنها طباعة الأطعمة مثل الشوكولاتة وصندوق الصوت الخارجي ونظام التحكم المستند إلى واي فاي داخل منزل.

### الصين
في سوقها المحلية الصين، تمتلك لينوفو شبكة توزيع واسعة مصممة للتأكد من وجود متجر واحد على الأقل يبيع أجهزة كمبيوتر لينوفو في نطاق 50 كيلومترًا لجميع المستهلكين تقريبًا. وطورت لينوفو أيضًا علاقات وثيقة مع موزعيها الصينيين، الذين تم منحهم مناطق حصرية ولا يحملون سوى منتجات الشركة.
اعتبارًا من يوليو 2013، تعتقد لينوفو أن مبادرات التحضر يدفعها رئيس الوزراء لي كيكيانغ حيث سيسمح لها بالحفاظ على نمو المبيعات في الصين في المستقبل المنظور. في حديثه في الاجتماع العام السنوي لشركة لينوفو في هونغ كونغ في عام 2013، قال يانغ يوانكينغ: «أعتقد أن التوسع الحضري سيساعدنا على زيادة سوق أجهزة الكمبيوتر المحلي بشكل عام». كما أكد يانغ على الفرصة التي يوفرها معدل اختراق الصين المنخفض نسبيا لأجهزة الكمبيوتر الشخصية. استفادت لينوفو في السابق من دعم الحكومة الصينية للمناطق الريفية، وهو جزء من مبادرة تحفيز اقتصادي أوسع نطاقاً، تهدف إلى زيادة مشتريات الأجهزة والإلكترونيات. انتهى هذا البرنامج، الذي انضمت إليه لينوفو في عام 2004، في عام 2011. وتتمتع هذه الشركة الثابتة بعلاوات أسعار ثابتة على منافسيها التقليديين في الأسواق الريفية ووجود مبيعات وخدمات محلية أقوى.

### الهند
اكتسبت لينوفو حصة سوقية كبيرة في الهند من خلال الطلبات الكبيرة للشركات الكبيرة والوكالات الحكومية. على سبيل المثال، طلبت حكومة تاميل نادو مليون جهاز كمبيوتر محمول من لينوفو في عام 2012 وجعلت الشركة بمفردها رائدة في السوق. توزع لينوفو معظم أجهزة الكمبيوتر الشخصية التي تبيعها في الهند من خلال خمسة موزعين محليين مثل انغرام ميكرو وريداينتون.
ونظرًا لأن معظم الهواتف الذكية والأجهزة اللوحية تُباع للأفراد، فإن لينوفو تتبع إستراتيجية مختلفة تستخدم العديد من الموزعين الصغار المتمركزين في الدولة. قال عمار بابو، العضو المنتدب لشركة لينوفو في الهند، «للوصول إلى المدن الصغيرة والمناطق النائية، عقدنا شراكة مع 40 موزعًا إقليميًا. نريد أن يكون موزعونا حصريًا لنا. وسنضمن بدورنا أن يكون لديهم الحقوق الحصرية لتوزيع منتجات لينوفو في منطقة تجمعها».
اعتبارًا من عام 2013، كان لدى لينوفو حوالي 6000 بائع تجزئة يبيعون الهواتف الذكية والأجهزة اللوحية في الهند. في فبراير 2013، أقامت لينوفو علاقة مع ريلينس التواصلية لبيع الهواتف الذكية. تتمتع الهواتف الذكية التي تحملها شركة ريلينس بإمكانية استخدام بطاقتي اس أي إم وتدعم كل من جي اس ام وسي دي إم أي. ويدعي بابو أن قريبًا تحت اختراق الهواتف الذكية في الهند يمثل فرصة لشركة لينوفو.
جمعت لينوفو فريقًا من كبار المديرين المطلعين على السوق الهندية، وأطلقت الهواتف المحمولة في جميع نقاط الأسعار هناك، وعملت على وضع العلامات التجارية لبناء حصة في السوق. اعتبارًا من فبراير 2014، تدعي لينوفو أن مبيعاتها من الهواتف الذكية في الهند قد زادت بنسبة 100% كل ثلاثة أشهر بينما ينمو السوق بنسبة 15-20% فقط خلال نفس الفترة. أجرت الشركة اختبارات تسويقية لهواتفها الذكية في نوفمبر 2012 في ولاية غوجارات وبعض المدن الجنوبية حيث كان لشركة لينوفو بالفعل حضور قوي. تتمثل إستراتيجية لينوفو في خلق الوعي والحفاظ على مجموعة واسعة من الهواتف في جميع نقاط الأسعار وتطوير شبكات التوزيع. دخلت لينوفو في شراكة مع اثنين من الموزعين الوطنيين وأكثر من 100 موزع محلي. اعتبارًا من فبراير 2014، باع أكثر من 7000 منفذ بيع بالتجزئة في الهند هواتف لينوفو الذكية.كما دخلت لينوفو أيضًا في شراكة مع اتش سي ال من أجل إنشاء 250 مركز خدمة في 110 مدن.
في الهند، تمنح لينوفو الموزعين مناطق حصرية ولكنها تسمح لهم ببيع أجهزة الكمبيوتر من شركات أخرى.كما وتستخدم علاقاتها الوثيقة مع الموزعين لاكتساب معلومات عن السوق وتسريع تطوير المنتجات.
أعلنت لينوفو عن زيادة سنوية بنحو 951% في مبيعات الأجهزة اللوحية في الهند للربع الأول من عام 2014. وقالت شركة كاناليس، وهي شركة أبحاث سوقية، إن لينوفو استحوذت على حصة السوق من آبل وسامسونغ في البلاد.

## انتقادات وخلافات

### سوبر فيش
في فبراير 2015، أصبحت لينوفو موضوعًا للجدل بسبب تعريفها ببرامج مجمعة على أنها برامج ضارة على بعض أجهزة الكمبيوتر المحمولة الخاصة بها. البرنامج، سوبر فيش فيجوال ديسكفري، عبارة عن وظيفة إضافية لمتصفح الويب تقوم بإدخال إعلانات مقارنة الأسعار في صفحات نتائج محرك البحث. إلى اعتراض HTTPS -encrypted الاتصالات، وأيضا تثبيت البرنامج على موقعة ذاتيا شهادة رقمية.و عندما تم اختراق المفتاح الخاص سوبر فيش، تم اكتشاف أن نفس المفتاح الخاص قد تم استخدامه في جميع تثبيتات البرنامج، مما يجعل المستخدمين عرضة للاستغلال الأمني باستخدام المفتاح. وقد ربحت لينوفو ما بين 200000 دولار أمريكي إلى 250.000 دولار أمريكي في صفقتها مع سوبر فيش. في عام 2017، وافقت لينوفو على دفع 3.5 مليون دولار كجزء من تسوية مع لجنة التجارة الفيدرالية الأمريكية.
استجاب رئيس سوبر فيش للمخاوف الأمنية بالقول إن الثغرة الأمنية تم تقديمها «عن غير قصد» بواسطة شركة كوموديا، التي قامت ببناء التطبيق. رداً على الانتقادات، صرحت لينوفو بالتفصيل أنها ستتوقف عن المزيد من التوزيع والاستخدام لبرنامج سوبر فيش، وقدمت للعملاء المتأثرين اشتراكات مجانية لمدة ستة أشهر في برنامج "McAfee LiveSafe". أصدرت لينوفو تعهدًا بتقليل كمية «بلوت وار» التي تجمعها مع أجهزتها التي تعمل بنظام ويندوز 10، ووعدت بتضمين برامج لينوفو وبرامج الأمان وبرامج التشغيل و «بعض التطبيقات التي يتوقعها المستخدمون عادةً». وقد قارن الكاتب التكنولوجي ديفيد أويرباخ حادثة سوبر فيش بفضيحة سوني رووت كيت، وجادل بأن «تثبيت سوبر فيش هو أحد أكثر الأخطاء غير المسؤولة التي ارتكبتها شركة تقنية قائمة على الإطلاق.»

### محرك شركة لينوفو
من أكتوبر 2014 حتى يونيو 2015، احتوت البرامج الثابتة UEFI على طرز معينة من لينوفو على برنامج يُعرف باسم "Lenovo Service Engine"، والذي تقول الشركة إنه أرسل تلقائيًا معلومات نظام غير قابلة للتعريف إليها في المرة الأولى التي يتصل فيها ويندوز بالإنترنت وعلى أجهزة الكمبيوتر المحمولة، يقوم تلقائيًا بتثبيت برنامج لينوفو وان كي اوبتيمايزر (البرنامج الذي يعتبر برنامج bloatware) أيضًا. تحدث هذه العملية حتى عند التثبيتات النظيفة لنظام التشغيل ويندوز. وجد أنه تم تثبيت هذا البرنامج تلقائيًا باستخدام ميزة جديدة في ويندوز 8، ويندوز بلاتفورم بايناري تايبل، والذي يسمح بتخزين الملفات القابلة للتنفيذ داخل البرامج الثابتة لـ UEFI للتنفيذ عند بدء التشغيل، ويهدف إلى "السماح للبرامج الهامة بالاستمرار حتى عند تغيير نظام التشغيل أو إعادة تثبيته في تكوين" نظيف "؛ على وجه التحديد، برامج الأمان ضد السرقة. تم إيقاف البرنامج بعد أن تبين أن جوانب البرنامج بها ثغرات أمنية، ولم يمتثل للإرشادات المنقحة للاستخدام المناسب لـ WPBT. في 31 يوليو 2015، أصدرت لينوفو تعليمات وتحديثات البرامج الثابتة UEFI التي تهدف إلى إزالة محرك الخدمة.

### برنامج تعليقات العملاء من لينوفو
في المرة الثالثة في عام 2015، ثارت انتقادات مفادها أن شركة لينوفو ربما تكون قد ثبّتت برامج تبدو مريبة على خطوط ثينم-بي سي التجارية الخاصة بها. اكتشف هذا الكاتب مايكل هورويتز، كاتب كومبيوتر وورلد، الذي اشترى العديد من أنظمة ثينك مع تثبيت برنامج ملاحظات العملاء، والذي بدا أنه يسجل بيانات الاستخدام والمقاييس. وكشف التحليل الإضافي الذي أجراه هورويتز أن هذا غير ضار في الغالب، حيث كان يسجل فقط استخدام بعض برامج لينوفو المثبتة مسبقًا، وليس الاستخدام بشكل عام، وفقط إذا سمح المستخدم بجمع البيانات. انتقد هورويتز أيضًا وسائل الإعلام الأخرى لاقتباسها مقالته الأصلية وقولها إن لينوفو قامت بتثبيت برامج تجسس مسبقًا، لأنه لم يستخدم هذا المصطلح أبدًا في هذه الحالة، وقال أيضًا إنه لا يعتبر البرنامج الذي وجده برنامج تجسس.

## الإنجازات
اليوم، تعتبر لينوفو هي شركة تكنولوجيا الحواسيب الشخصية برأس مال مقداره 34 مليار دولار، وأكبر شركة تسويق للحواسيب الشخصية في العالم. ولديها أكثر من 33,000 موظف في أكثر من 60 بلد ومجموعة من أفرع خدمة العملاء في أكثر من 160 بلدا. وطبقاً لجلوبال فورشن 500 الشركة لديها مقر في بكين بالصين وموريسفيل بكارولينا الشمالية في الولايات المتحدة؛ ومراكز البحوث الرئيسية في يوكوهاما في اليابان وبكين وشانغهاي وشنتزن وووهان والصين، وموريسفيل ولديها مصانع في جميع أنحاء العالم من جرين سبورو بولاية كارولينا الشمالية ومونتيري والمكسيك إلى الهند والصين والبرازيل.
في بداية عام 2014 أعلنت الشركة أنها أتمت صفقة شراء شركة قسم الهواتف في شركة موتورولا من شركة جوجل بقيمة 2.91 مليار دولار أمريكي.

## وصلات خارجية
- الموقع الرسمي